# استحسان
در فقه اسلامی، «اِستِحسان» به‌معنای نیک‌گزینی یا ترجیح دادن یک حکم فقهی بر حکم حاصل از قیاس است، آن‌هم زمانی که نتیجهٔ قیاس دشوار، ناموجه یا نارسا به‌نظر برسد. در چنین مواردی، فقیه با تکیه بر دلایلی نیرومندتر مانند قرآن، حدیث، ضرورت یا مصلحت، حکمی متفاوت را برمی‌گزیند. واژهٔ استحسان در اصل به معنای «نیک دانستن» است، و در این‌جا به‌معنای گزینش حکم به‌دلیل مصلحت یا تشخیص برتر فقهی به‌کار می‌رود.
(شایان ذکر است که در فقه، «قیاس» به معنای سنجش یک مسئلهٔ جدید با مسئله‌ای شناخته‌شده بر پایهٔ علتی مشترک است.)
این روش در مکتب حنفی به‌ویژه شناخته‌شده است و به عنوان وسیله‌ای برای جلوگیری از سخت‌گیری فقهی یا ایجاد تسهیلات در فقه استفاده می‌شود. البته برخی فقهای اهل سنت مانند شافعی آن را نوعی رأی شخصی می‌دانند و استفاده از آن را نامطلوب می‌دانند.
استحسان قاعده‌ای در اصول فقه به این معناست که دربارهٔ یک مسئلهٔ شرعی بنا به مصلحت خاصی از قیاس (هم‌سنجی فقهی) یا قاعدهٔ کلی صرف‌نظر کرده و حکمی مخالف برای آن مسئله پیدا کنیم. انگیزهٔ استحسان ممکن است وجود قیاسی پنهان و قوی‌تر از قیاس ظاهری یا رعایت عرف و گریز از عسر و حرج باشد.
حنفیان بیش از همه به کاربرد استحسان شهرت دارند. مالکیان، حنبلیان، زیدیان و اباضیه نیز کمابیش از استحسان بهره می‌جویند. اما شافعیان، شیعیان و ظاهریان با آن به‌شدت مخالفند.

## مثال‌های استحسان
- هرگاه کسی حیوان در حال مرگی را ببیند و آن را سر ببرد تا گوشتش حلال شود. بر اساس قاعدهٔ کلی از آن‌جا که مالِ غیر را تلف کرده، ضامن است. اما با توجه به استحسان کار وی جایز بوده است.
- هرگاه سفیهی وصیت کند که بخشی از اموالش در کار خیری صرف شود، وصیت او علی‌القاعده غیرنافذ است؛ اما حنفیان آن را صحیح می‌دانند، چراکه ممنوعیت سفیه از تصرف در اموال خود برای از دست ندادن اموالش در زمان حیات است ولی وصیت به صرف مال در راه خیر به‌نفع وی و دیگران است.
- اجازه عدم رعایت حجاب در برابر پزشک و جراح یا شخصی که در صدد ازدواج است.
- اگر حکم شود دست راست سارقی قطع شود ولی جلاد به جای دست راست به اشتباه دست چپ او را قطع کند، بنا بر قیاس مجری حکم باید دیه بپردازد؛ ولی بنا بر استحسان از آن‌جا که دست راست مفیدتر است و به‌نفع محکوم عمل شده است، پس جلاد ضامن نخواهد بود.

## ادله حجیت استحسان
مدافعانِ استحسان در جهت اثبات حجیت آن به ادله گوناگونی تمسک جسته‌اند. مهم‌ترین مستند آنان، آیه ۱۸ سوره زمر است: «فَبَشَّرْ عِبادِ الَّذینَ یَسْتَمِعونَ القَوْلَ فَیَتَّبِعونَ اَحْسَنَه» که مردمان را به پیروی «قول احسن» فراخوانده است و آیهٔ ۱۴۵ سورهٔ اعراف، آیهٔ ۱۸۵ سورهٔ بقره: «یریدالله بکم الیسر و لا یرید بکم العسر: خدا بر شما آسان خواهد و نخواهد برای شما سختی را»، آیهٔ ۷۸ سورهٔ حج و آیهٔ ۵۵ سورهٔ زمر: «اتبعوا احسن ما انزل الیکم من ربکم: از بهترین آنچه از سوی پروردگارتان برای شما فرستاده شده است پیروی کنید». همچنین روایتی از ابن مسعود به مضمون «ماراءه المسلمون حسناً فهو عندالله حسن: آنچه را مسلمانان نیکو شمارند، همان نزد خداوند نیکوست»،

## پیشینه
ابوحنیفه، بنیان‌گذار مکتب حنفی، بیشتر از هر فقیه دیگری در فقه اهل سنت از روش «استحسان» (یعنی برگزیدن حکم بهتر در یک مسئله) استفاده می‌کرد. شاگردانش، از جمله قاضی ابویوسف و محمد بن حسن شیبانی، نیز در نوشته‌های خود این روش را بسیار مهم می‌دانستند. اما امام شافعی، بنیان‌گذار مکتب شافعی، به‌شدت با نیک‌گزینی مخالفت کرد. او استحسان را بی‌قاعده‌گی در اجتهاد و کنار گذاشتن قیاس می‌دانست و جمله‌ای از او معروف شده که می‌گوید: «هر کس استحسان کند، در واقع حکم جدیدی وارد دین کرده است.» با این حال، منتقدان شافعی به این نکته اشاره کرده‌اند که خود او نیز در سه مسئلهٔ فقهی مربوط به طلاق، شُفعه (حق تقدم در خرید) و مکاتبه (قرارداد آزادی برده)، از استحسان استفاده کرده و آن را به همین نام هم شناخته است.
بر پایه این تعریف برخی همچون سرخسی و پزدوی از مکتب حنفی، ابن سمعانی شافعی و ابن حاجب مالکی منازعات پیرامون استحسان را نزاعی لفظی دانسته و معتقدند این اختلافات ثمرهٔ عملی چندانی ندارد.
از قرن چهارم هجری که مذاهب فقهی ساختار منظمی پیدا کردند، بحث و جدل‌های زیادی دربارهٔ اعتبار نیک‌گزینی شکل گرفت. اصولیان حنفی برای دفاع از استحسان، تعریفی از آن ارائه کردند که برای پیروان دیگر مذاهب هم قابل‌قبول باشد. برای مثال، ابوالحسن کرخی، فقیه حنفی، استحسان را این‌طور تعریف کرده: وقتی یک فقیه در موضوعی، به‌جای قیاس‌کردن با حکم‌های مشابه، به‌دلیل وجود دلیلی قوی‌تر از آن قیاس صرف‌نظر می‌کند، این کار استحسان است.
بر پایهٔ این دیدگاه، دو نوع استحسان وجود دارد:
1. استحسان قیاسی: که در آن، فقیه از یک قیاس آشکار ولی ضعیف، به یک قیاس پنهان اما قوی‌تر روی می‌آورد.
2. استحسان به‌دلیل ضرورت یا مصلحت: یعنی وقتی که یک نیاز یا مصلحت مهم، ترک قیاس معمول را ایجاب می‌کند.

با توجه به این تعریف، برخی فقیهان از مذاهب مختلف مثل سرخسی و پَزدَوی از مکتب حنفی، ابن سمعانی از مکتب شافعی و ابن حاجب از مکتب مالکی، معتقدند که اختلاف دربارهٔ استحسان بیشتر زبانی و اصطلاحی است و در عمل تفاوت چندانی ایجاد نمی‌کند.